# Little Sampford
Little Sampford is een civil parish in het bestuurlijke gebied Uttlesford, in het Engelse graafschap Essex. In 2001 telde het civil parish 256 inwoners. Het dorp heeft een kerk.